# Prix Claude-Paoletti
Le prix Claude-Paoletti (ou simplement prix Paoletti) est une distinction décernée par le CNRS à destination de jeunes chercheurs s'étant distingués durant leur doctorat ou leur post-doctorat pour leurs travaux portant sur les sciences de la vie.

## Histoire
Le prix a été créé en 1996 par des amis du scientifique Claude Paoletti, ancien directeur du Département des sciences de la vie du CNRS en son hommage. 
Ce prix est accompagné d'une récompense de 10 000 euros. Les critères ad minima respectés sont : 
- être né(e) après le 01/01/1989 (pour les chercheuses mères de famille, limite étendue d’un an par enfant)
- travailler dans un laboratoire français de CNRS Biologie en principal
- bénéficier d’un poste permanent
- être l'auteur(e) de publications issues d’un doctorat et d’un stage post-doctoral.

C'est aujourd'hui l'Institut des sciences biologiques du CNRS qui se charge de le décerner.

## Liste des récipiendaires
Le prix est décerné depuis 1996 et les récipiendaires sont les suivantes.

### Lauréats 2024
- Morgane Thion
- Baptiste Libé-Philippot

### Lauréats 2023
- Anne Chevallereau
- Antoine Zalc

### Lauréats 2022
- Laura Cantini
- Clément Charenton

### Lauréats 2021
- Hervé Turlier
- Aline Muyle

### Lauréats 2020
- Amandine Cornille
- Aurèle Piazza

### Lauréats 2019
- Sigrid Milles
- Jean-Léon Maître

### Lauréats 2018
- Lisa Roux
- Abdou Rachid Thiam

### Lauréats 2017
- Adrien Meguerditchian
- Leïla Perié

### Lauréats 2016
- Thomas Sexton
- Céline Vallot

### Lauréats 2015
- Elisa Gomez Perdiguero

- Hugues Nury

### Lauréats 2014
- Yvon Jaillais
- Mounia Lagha

### Lauréat 2013
- Jérôme Gros

### Lauréat 2012
- Manuel Thery

### Lauréat 2011
- Benjamin Prud'homme

### Lauréat 2010
- Christelle Desnues

### Lauréats 2009
- Éric Bapteste
- Sébastien Pfeffer

### Lauréats 2008
- Jérôme Boisbouvier
- Marie Charpentier

### Lauréat 2007
- Thomas Lecuit

### Lauréat 2006
Pas de prix décerné cette année là.

### Lauréat 2005
Pas de prix décerné cette année là.

### Lauréat 2004
- François-Xavier Barre

### Lauréat 2003
- Mohammed-ali Hakimi

### Lauréat 2002
- Yohanns Bellaïche

### Lauréat 2001
Pas de prix décerné cette année là.

### Lauréat 2000
Pas de prix décerné cette année là.

### Lauréat 1999
Pas de prix décerné cette année là.

### Lauréat 1998
Pas de prix décerné cette année là.

### Lauréat 1997
- Jean-Laurent Casanova

### Lauréat 1996
- Didier Trouche